# Chiesa di Santa Lucia in Pratis
La chiesa di Santa Lucia in Pratis è una tra le più antiche chiese della Valle di Ledro. Si trova in un'area pianeggiante tra Bezzecca e Tiarno di Sotto, nel comune di Ledro in Trentino. Fa parte della zona pastorale di Riva e Ledro dell'arcidiocesi di Trento e risale al XIV secolo.

## Storia

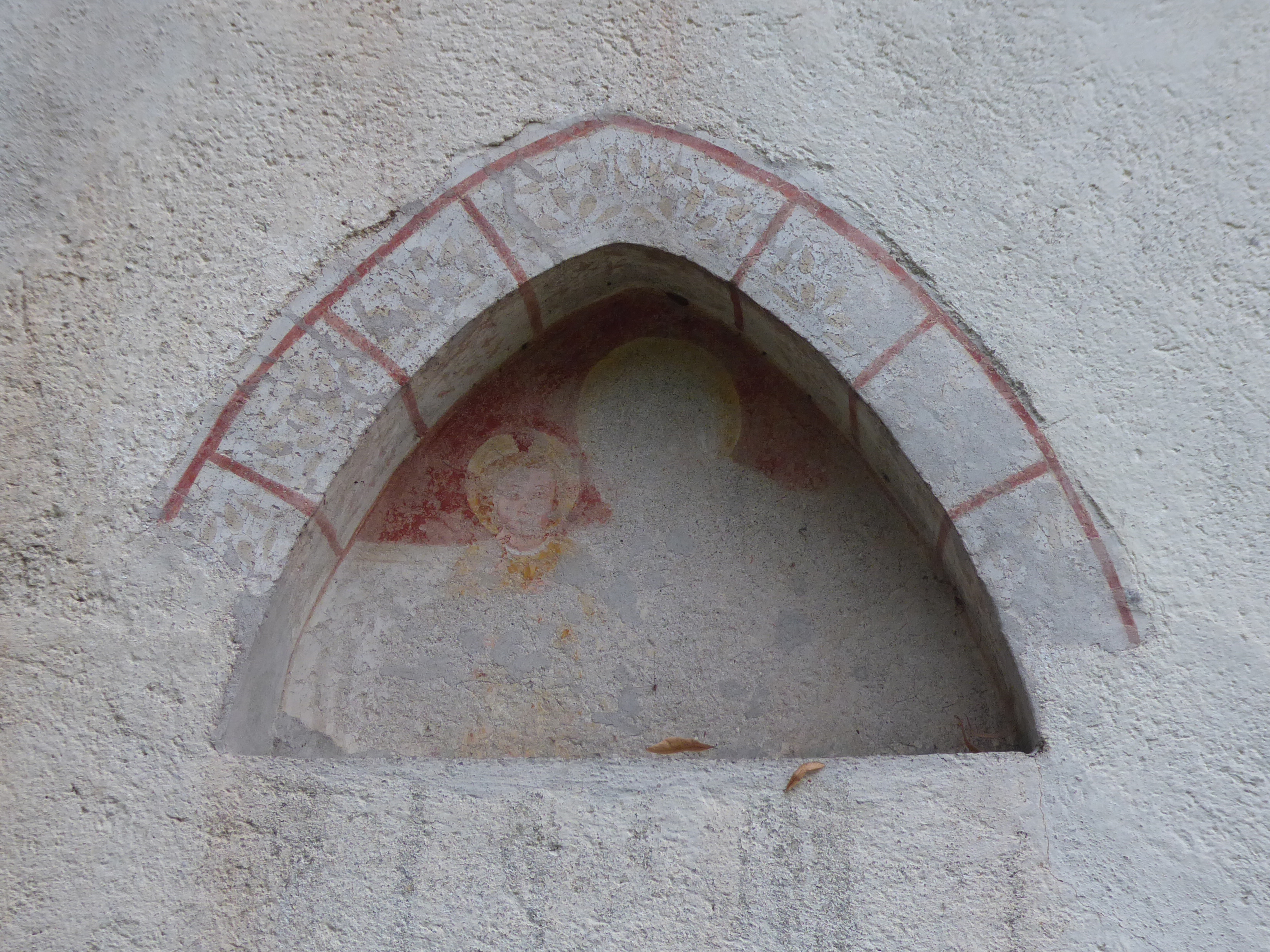
Affresco in una nicchia

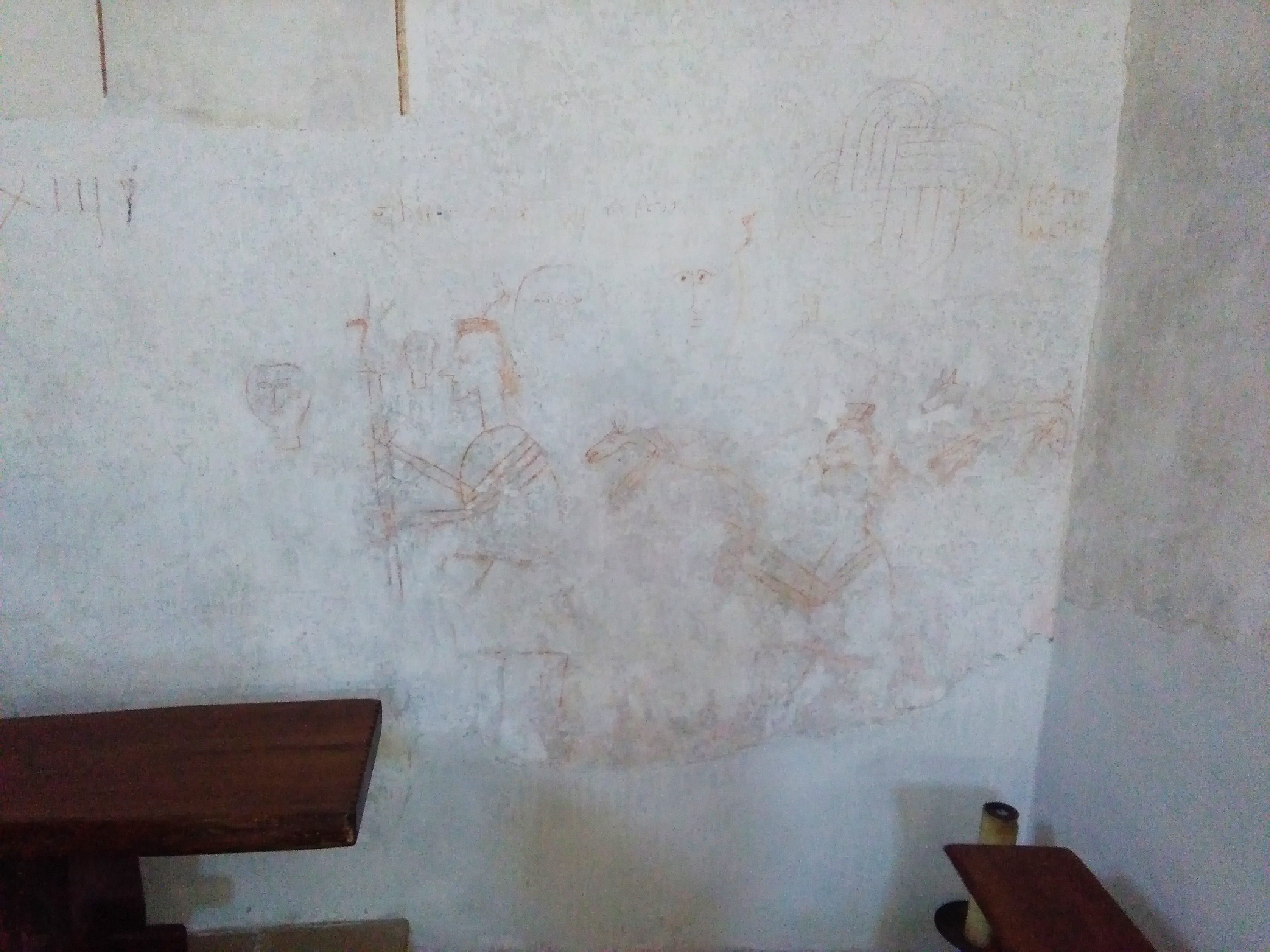
Affreschi lasciati dalle truppe garibaldine durante l'occupazione della chiesa nel 1866

La piccola chiesa era sicuramente esistente almeno a partire dal XIV secolo poiché le sue pareti interne vennero decorate a fresco in quel secolo e in quello successivo.
La prima documentazione scritta che la menziona si trova in atti relativi ad una visita pastorale nel territorio che si svolse nel 1580 poi, nel corso del secolo seguente, fu oggetto di ampliamenti con l'erezione di una cappella laterale.
Durante la terza guerra d'indipendenza italiana le forze garibaldine combatterono nelle vicinanze e l'occuparono per utilizzarla anche come loro rifugio. A testimonianza di quei fatti restano le numerose incisioni a graffito che vi fecero le truppe nel 1866.
Attorno agli anni trenta del XX secolo, dopo un periodo di abbandono, venne restaurata in due diverse occasioni e nel 1938  venne arricchita di decorazioni la zona presbiteriale.
L'ultima solenne consacrazione venne celebrata nel 1941.
Altri interventi importanti vennero realizzati tra il 1975 ed il 1995 con la posa di una nuova pavimentazione in cotto, il rifacimento della copertura del tetto ed un restauro generale che ha riscoperto gli affreschi quattrocenteschi e i graffiti ottocenteschi lasciati dalle truppe garibaldine.

## Descrizione

### Esterni
Lo storico luogo di culto si trova tra Tiarno di Sotto e Bezzecca. La semplice facciata è a capanna a due spioventi. La torre campanaria si alza direttamente dal tetto.

### Interni
La navata all'intero è unica ed il presbiterio è leggermente sopraelevato.
Vi sono conservati affreschi medievali tra i quali Madonna con Bambino e Santa Lucia. Il manto rosso della Madonna sembra voler ricordare la vicenda di Francesco Bussone, noto come conte di Carmagnola, che dopo essere stato capitano di ventura al soldo di varie signorie ed anche del ducato di Milano concluse la sua vita al servizio della Serenissima, che lo considerò un traditore e lo fece decapitare a Venezia il 5 maggio 1432.
L'importanza delle opere artistiche conservate in Santa Lucia in Pratis venne sottolineata nell'agosto del 2019  da una visita notturna di Vittorio Sgarbi, presidente del Museo d'arte moderna e contemporanea di Trento e Rovereto.